# Nový Zéland na Letních olympijských hrách 1956
Nový Zéland se účastnil Letní olympiády 1956 v australském Melbourne. Zastupovalo ho 51 sportovců (43 mužů a 8 žen) v 9 sportech.

## Medailisté
| Medaile | Jméno                   | Sport    | Soutěž              |
| ------- | ----------------------- | -------- | ------------------- |
| Zlato   | Norman Read             | Atletika | Muži chůze na 50 km |
| Zlato   | Jack Cropp Peter Mander | Jachting | muži třída Sharpie  |